# Omak Rock

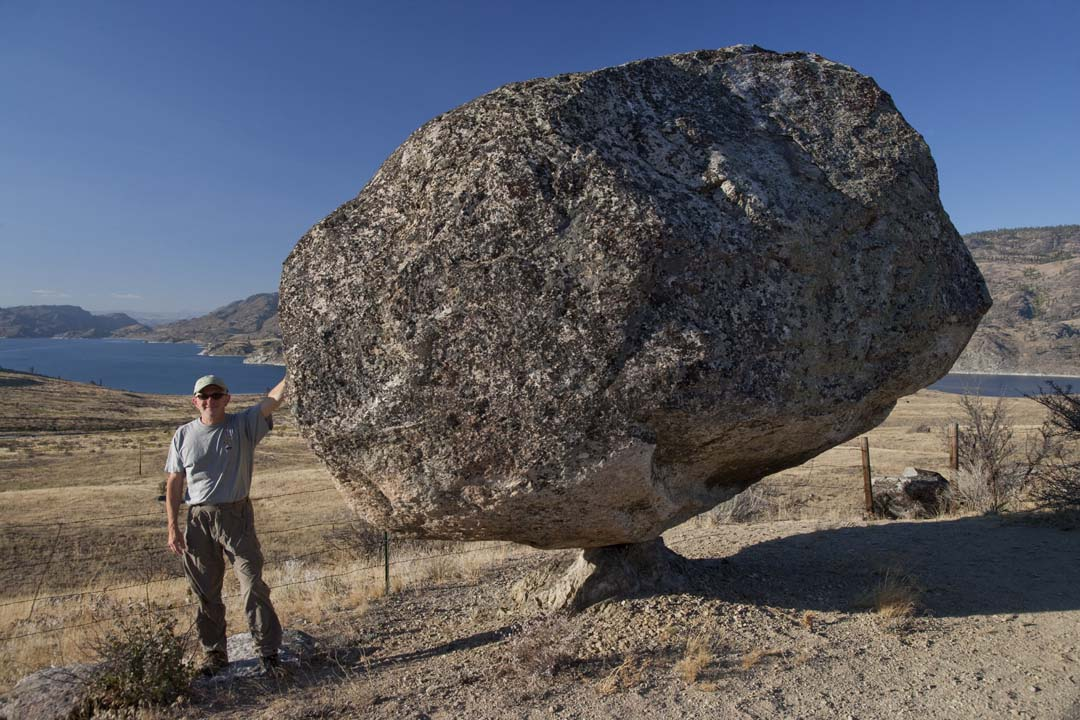
Der „schwebende“ Omak Rock mit dem Omak Lake im Hintergrund

Der Omak Rock, auch als Balance Rock bekannt, ist ein schwebender Felsen in der Colville Indian Reservation im US-Bundesstaat Washington. Er befindet sich im Gebiet des Greater Omak im Okanogan Country. Der Granit-Findling liegt etwa 1.340 ft (408 m) vom Ufer des Omak Lake entfernt. Er überstand das Erdbeben in den North Cascades von 1872. Diese Tatsache war die Basis von Studien über die Akzeleration und Intensität des Bebens. Es gibt Annahmen, dass das Epizentrum des Bebens sehr nah am Omak Rock gelegen habe. Die Confederated Tribes of the Colville Reservation glauben, dass der Felsen ein Symbol für die Perfektion der Natur in der Region repräsentiere.